# František Lukavský
František Lukavský (10. října 1874 Solnice – 4. dubna 1937 Plzeň) byl český politik a menšinový aktivista na Plzeňsku, po roce 1918 poslanec Národního shromáždění republiky Československé za Československou národní demokracii.

## Biografie
Pocházel z rodiny tkalce ze Solnice pod Orlickými horami. I přes relativní nezámožnost rodiny byl František Lukavský poslán na studia, musel si ovšem přivydělávat soukromým doučováním. Roku 1893 maturoval na gymnáziu v Rychnově nad Kněžnou. Už na gymnáziu se zapojil do studentského pokrokového hnutí společně s bratry Aloisem a Antonínem Hajnovými. Potom studoval matematiku, fyziku a filozofii na Univerzitě Karlově v Praze, kde později roku 1908 získal titul doktora filozofie. Po jeden rok učil na gymnáziu v Českých Budějovicích, po čtyři roky na reálce v Rakovníku a od roku 1903 dlouhodobě na gymnáziu v Plzni. Plzeň se následně stala centrem jeho veřejných aktivit. Zapojil se do regionální spolkové a politické činnosti. Založil zde Osvětový svaz. Zasedal ve vedení Národní jednoty pošumavské a Ústřední matice školské, které podporovaly české menšiny v pohraničí. Podílel se na založení Stavebního družstva pro Plzeňsko a Stříbrsko. Napsal knihu Menšinové školství na Plzeňsku a Národní vývoj Plzně od r. 1898.
Roku 1908 se stal členem mladočeské strany a stal se místopředsedou Českého národního klubu v Plzni. Od roku 1909 zasedal v obecním zastupitelstvu, později i v okresním zastupitelstvu.
Ve volbách do Říšské rady roku 1911 se stal poslancem Říšské rady (celostátní parlament), kam byl zvolen za okrsek Čechy 14 (nahradil v tomto obvodu zemřelého poslance Josefa Čiperu, který tu zasedal v předchozím volebním období). Usedl do poslanecké frakce Český klub. Ve vídeňském parlamentu setrval do zániku monarchie. Na Říšské radě působil v školském a menšinovém referátu. Byl v této době také inspektorem českých škol ve Vídni. Pro svůj volební obvod zajistil některé významné investice jako zřízení reálného gymnázia v Plzni nebo regulaci Radbuzy. Hájil práva českých zaměstnanců státních drah na Plzeňsku.
V říjnu 1918 se podílel na průběhu převratu a přebírání moci v Plzni.
V letech 1918–1920 zasedal v československém Revolučním národním shromáždění. V parlamentních volbách v roce 1920 získal poslanecké křeslo v Národním shromáždění. Mandát v parlamentních volbách v roce 1925 obhájil a do parlamentu se dostal i po parlamentních volbách v roce 1929. Po odchodu poslance Antonína Kaliny usedl rovněž na post předsedy poslaneckého klubu strany. Podle údajů k roku 1929 byl povoláním profesorem v Plzni.
Patřil k tradičním stranickým špičkám národních demokratů. V roce 1937 se podílel na vypuzení Jiřího Stříbrného z Národního sjednocení, do kterého národní demokraté vplynuli.
V září 1932 poprvé vážněji onemocněl, ale chorobu překonal a dočasně se ještě na několik let vrátil do politického a veřejného života. Zemřel v roce 1937 v Plzni.